# HiCar智行
HiCar智行是华为开发的一款移动应用程序，用于在汽车仪表盘信息和娱乐主机上镜像Android EMUI和HarmonyOS设备（例如智能手机）的功能。 
一旦鸿蒙系统设备与汽车主机配对，系统就可以在车辆显示屏上镜像某些应用程序。支持的应用程序包括GPS地图和导航、音乐播放、短信、电话和网络搜索。该系统支持触摸屏和按钮控制的主机。可以通过小艺语音命令进行免提操作，并且建议这样做，以减少驾驶员注意力分散。

## 功能
华为HiCar运行在华为EMUI、Android和鸿蒙操作系统上，使移动设备能够作为车辆仪表盘主机的主控。一旦用户的移动设备连接到车辆，主机就会作为设备的外部显示器，在HiCar智行应用程序提供的特定汽车用户界面中显示支持的软件。它可以通过蓝牙、NFC或USB支持进行无线连接。

## 历史
华为HiCar平台于2020年5月9日推出，已有18家汽车制造商加入华为的系留主机平台。  
2020年9月10日，华为HiCar平台发布后，华为宣布其扩展至20家车企，目标覆盖500万辆汽车。 
2021年7月9日，比亚迪汉EV系统通过OTA更新，更新至全新HiCar平台。  
2022年12月，华为HiCar更新将在中国市场推出，并搭载QQ音乐服务的超级主屏。 
2023年5月，德国汽车制造商大众与华为进行谈判，以利用HiCar平台作为其在中国市场扩张的一部分。 
在中国，2023年12月百度地图更新将为华为HiCar带来夜间驾驶模式
2024年3月，多款长城汽车车型在中国市场适配华为HiCar 4.0系统。 

## 主机支持
截至2022年1月31日，支持华为HiCar平台汽车销量突破1000万辆，自推出以来已与34家汽车制造商合作，拥有112款车型和产品，并计划进一步扩展。 